# Lisleby
Lisleby är en tätort cirka 3,5 kilometer utanför Fredrikstad, Norge som före 1963 ingick i Glemmens kommun. Lisleby var centrum för industrin i Fredrikstad-regionen, och på Lisleby Bruk tändas 1877 den första elektriska belysningen i Norge.
2017 låg invånarantalet på 3 400.

### Fotnoter
1. ↑  Geir Thorsnæs. ”Lisleby” (på norska). Store norske leksikon. https://snl.no/Lisleby. Läst 29 september 2017.